# أريج سميت
أريج سميت (بالهولندية: Arij Smit)‏ (7 يوليو 1907 – 30 أبريل 1970) هو ملاكم هولندي راحل، مثّل بلاده في الألعاب الأولمبية الصيفية 1924.

## وصلات خارجية
أريج سميت على موقع بوكس ريك (الإنجليزية) (registration required)
- أريج سميت على موقع أوليمبيديا (الإنجليزية)